# Lon Myers
Pour les articles homonymes, voir Myers.
Laurence (ou Lawrence) Eugene Myers dit Lon Myers ou encore L. E. Myers (né le 16 février 1858 à Richmond en Virginie et mort le 16 février 1899 à New York dans l'État de New York) est un athlète américain, spécialiste de nombreuses disciplines allant du sprint au demi-fond. À un moment ou à un autre de sa carrière, Myers a détenu tous les records américains et ce du 50 yd (environ 45,7 m) au mile (environ 1 609 m). Sur son épreuve fétiche, le 440 yd, sur laquelle il est rarement battu, il fait passer son record personnel de 55 s en 1878 à 48 s 3/5 en 1881, devenant également le premier homme à courir en moins de 50 secondes. À son époque, il a couru plus de 440 yd en moins de cinquante secondes et plus de 880 yd en moins de deux minutes que tous les athlètes amateurs et professionnels réunis. En dépit d'une santé fragile et déclinante en fin de carrière, il parvient à dominer les meilleurs athlètes britanniques de l'époque, à l'image de Walter George, sur des distances pourtant considérées comme leur chasse gardée. Lon Myers est perçu par les spécialistes comme l'un des plus grands athlètes du XIXe siècle.

## Jeunesse
Laurence Myers naît le 16 février 1858 à Richmond en Virginie. Sa mère meurt de tuberculose alors qu'il n'est encore qu'un nourrisson. Malade durant son enfance, les médecins lui déconseillent toute activité physique jusqu'à l'âge de quatorze ans. Il passe son enfance dans le sud avec son père Salomon A. Myers, alors que les États-Unis sont en pleine Guerre de Sécession. Lon, comme il est surnommé par ses amis et sa famille, écrit alors pour des magazines ou des journaux. Relatant certains faits de sa vie, Myers rapporte qu'il a probablement commencé à courir à l'âge de deux ans. Encore enfant, ses camarades l'opposent déjà contre des coureurs plus rapides contre lesquels il ne connaît pas la défaite. Vers l'âge de treize ou quatorze ans, il devient membre d'une équipe de baseball où ses talents de coureur sont mis à contribution. Scolarisé au lycée de Richmond, il se prend de passion pour l'athlétisme, et notamment pour le saut en longueur.
En 1875, Myers obtient son diplôme du lycée de Richmond. Lui et son père déménagent alors et s'installent à Jersey City, où Laurence rejoint une nouvelle équipe de baseball, dans laquelle il attire l'attention par sa capacité à « couvrir du terrain ». Son père l'encourage à faire du sport en extérieur pensant que c'est un bon moyen d'améliorer la mauvaise santé qu'il a héritée de sa mère. Peu de temps après, il abandonne pourtant ce sport pour devenir comptable dans une entreprise de vente de médicaments, Schiefflein & Co. Mais après trois ans, sa santé se détériore et son médecin soupçonne même une tuberculose. Il lui conseille alors de pratiquer des activités en extérieur afin de renforcer sa capacité pulmonaire. Travaillant à l'époque avec un Canadien ayant une certaine réputation en tant qu'athlète, il se risque un jour à dire qu'il peut battre son collègue à la course et au saut alors qu'il n'est pas au mieux de sa forme. Ce dernier relève le défi et les deux hommes se rendent le dimanche suivant à Coney Island où se trouve une plage. Myers remporte tous les jeux qu'ils organisent. Son ami, impressionné par ses capacités, lui conseille de participer aux compétitions programmées tous les dimanches par les différents clubs à New York ou dans les environs. En 1878, Myers décide d'entamer une carrière de coureur amateur.

## Carrière sportive (1878-1888)
Quand il commence sa carrière, l'athlétisme ne compte pas autant de compétitions qu'aujourd'hui, mais Myers attire rapidement l'attention des organisateurs. À cette époque, ce sont les Britanniques qui sont la référence mondiale de ce sport et de nombreux doutes pèsent quant à la régularité des records établis par les coureurs américains. En effet, aux États-Unis, aussi bien les spectateurs que les coureurs ne s'intéressent qu'au vainqueur d'une course et pas à la longueur de la piste ou à la façon dont a été réalisée la mesure de la performance. Malgré les améliorations effectuées dans ces deux domaines, les Britanniques sont encore suspicieux. En battant tous les records américains du 50 yd au mile, Lon Myers va mettre fin à ces doutes. Il apporte ainsi la crédibilité aux athlètes américains en battant des records à la fois en Amérique et en Grande-Bretagne.

### Débuts (1878)

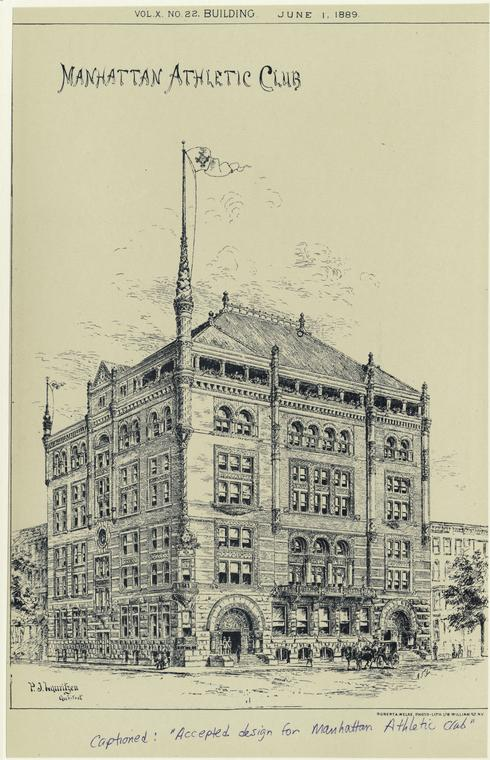
Siège du Manhattan Athletic Club en 1889

L'Américain dispute sa première course aux Jeux du New York Athletic Club, à Mott Haven dans le Bronx, le 5 novembre 1878, organisés spécialement en l'honneur des élections présidentielles. Myers participe à deux épreuves : le 100 yd et le 440 yd. Sur la première, il bénéficie d'une avance de 7 yd (environ 6,4 m). Sans expérience des compétitions et nerveux, il manque son départ et ne prend que la deuxième place, ce qui ne lui permet pas d'accéder à la finale puisque seuls les vainqueurs sont qualifiés. Sur le quart de mile, aidé par un handicap de 18 yd (environ 16,5 m), il remporte sa série en 56 s 1/4 et peut donc prendre part à la finale qu'il gagne avec près de deux mètres d'avance en 55 s. Plus tard, Myers raconte à propose de cette course qu'il « aurait pu la gagner sans avantage ». 
À la recherche d'un entraîneur, il approche John Fraser, un Écossais renommé, fabricant de chaussures de sport. Au premier abord, Fraser est réticent à l'idée d'aider un homme toussotant et visiblement fragile, même s'il a entendu des échos favorables de sa première course. Finalement, il accepte de l'entraîner non sans s'attirer la crainte de sa femme qui est convaincue que Myers va tuer son mari en lui transmettant sa tuberculose. Cependant, même si sa mère est morte de cette maladie, Myers ne l'a jamais contractée. Apprenant cela, Myers finit par convaincre Fraser qu'il est sûr de battre tous ses adversaires la saison suivante.

### Émergence (1879)
Début janvier 1879, Myers, alors membre du Knickerbocker Yacht Club, participe aux Jeux d'hiver en salle du New York Athletic Club, qui se tiennent au Gilmore's Garden. Il est inscrit sur 220 yd et 440 yd avec handicap. Le 3 janvier, il remporte ses séries sur les deux distances, respectivement en 27 s (avantage de 8 yd) et 57 s 1/5 (avantage de 15 yd) et se qualifie donc pour les finales. Plus tard dans la journée, lors de la finale du 220 yd, il se classe deuxième, un yard seulement derrière le vainqueur, après une fin de course très serrée. Le lendemain, il obtient également la deuxième place sur 440 yd, lors d'une course où lui et le vainqueur tombent à terre, épuisés par leurs efforts. Sur ces deux courses, il est chaque fois battu par des hommes à qui il laisse de longs départs (14 yd pour le 220 yd et 35 yd pour le 440 yd). Deux jours plus tard, il s'aligne au départ d'un 440 yd avec handicap aux Jeux d'hiver du Knickerbocker Athletic Club. Malade et insuffisamment remis de ses efforts, Myers est éliminé dès les séries.
Rétabli, il revient à la compétition le 1er mars, lors des Jeux d'hiver d'un autre club, le Scottish-American Athletic Club. Myers est inscrit pour la première fois sur 880 yd. Dans cette course sans handicap, il est entouré de dix-sept concurrents très aguerris. Malgré cela, il remporte la course en 2 min 13 s 1/4, avec une marge de 50 yd, après avoir attaqué ses adversaires dans le dernier tour. 

Emblème de Laurence Myers

Dans les mois qui suivent, sa santé lui fait à nouveau défaut et il est notamment contrarié par des accès de malaria. À ce propos, il remarque plus tard qu'il est malade un jour et à nouveau en forme le suivant. Il montre également un faible pour le jeu et ne résiste pas à une partie de poker, pouvant jouer toute la nuit. Il change alors de club, puisque le 4 avril, il participe aux Jeux d'hiver du Columbia College Boat Club sous les couleurs du Manhattan Athletic Club, arborant ainsi pour la première fois le célèbre diamant rouge cerise. Il est engagé sur 880 yd avec handicap, bénéficiant d'une avance de 18 yd, par rapport au détenteur du record des États-Unis Edward Merritt. Néanmoins, cet avantage ne lui permet pas d'être placé par rapport à ses adversaires. Au mois de mai suivant lors des Jeux du Jersey City Athletic Association, il a plus de succès sur cette distance qu'il enlève facilement en 2 min 08 s 1/4, abaissant sa précédente marque de cinq secondes et devançant de 30 yd le deuxième. Peu de temps après, le 24 mai, il se trouve opposé pour la deuxième fois à, Edward Merritt, champion national du 440 yd en 1876 et en 1877. À la surprise générale, il défait le champion américain en le dépassant dans les cent derniers yards avant de couper la ligne en 54 s,, avec 5 yd d'avance. Cette défaite suscite un vif intérêt puisque, la semaine suivante, les deux hommes se retrouvent aux dixièmes Jeux de printemps du New York Athletic Club. Contrairement à la semaine précédente où il a effectué la course en tête avant de se faire passer dans les cinquante derniers yards, Merritt décide d'attendre jusqu'au 340 yd où il accélère afin de dépasser Myers. Merritt coupe la ligne en 53 s 3/5, deux yards devant Myers. Lors de cette course, Myers alors souffrant, est parti contre l'avis de ses amis, battre le record des États-Unis de la distance de 52 s 1/5, détenu par William Wilmer depuis 1878. Dominant la course sur les trois cents premiers yards, il s'effondre ensuite laissant le champ libre à Merritt qui le bat dans les cinquante derniers yards. Également engagé sur 880 yd, il remporte la course en 2 min 21 s 2/5. Quelques semaines plus tard, lors des Jeux de printemps du Manhattan Athletic Club, Myers améliore son record personnel sur cette épreuve, le portant à 2 min 07 s 1/2. Le 21 juin, il court le 440 yd avec handicap dans le cadre d'une rencontre du MAC. Il remporte sa série en 56 s 1/2. Mais, lors de la finale, il n'obtient que la deuxième place, battu d'un yard par un adversaire à qui il a laissé 40 yd. Le temps de Myers 53 s est remarquable compte tenu de la piste très lente du MAC dont les lignes droites sont trop courtes et les virages trop serrés. Ce temps est alors le plus rapide du coureur américain. Une semaine plus tard, au meeting du Plainfield Athletic Club dans le New Jersey, il dispute le 100 yards et le 220 yards avec handicap. Remportant sa série et sa demi-finale sur la première épreuve, il échoue à la troisième place en finale. Sur le 220 yards, il gagne la course en 23 s 1/2. En juillet, aux Jeux du Scottish-American Athletic Club, il s'essaie sur le mile en 4 min 44 s 3/5. Il manque le record américain de Merritt (4 min 43 s 3/4) de moins d'une seconde. Un duel avec William Wilmer, détenteur du record américain du 440 yd est programmé avant d'être annulé car Wilmer s'est cassé une jambe. Myers participe à plusieurs courses pendant le reste de l'été avant d'améliorer son record personnel sur le quart de mile, le 6 septembre aux Jeux d'automne du MAC avec 52 s 3/4. Cependant ayant ralenti dans les vingt derniers yards pour couper la ligne en marchant, il aurait dû courir 51 s 1/2 et ainsi battre le record des États-Unis.

#### Premier record
Le 20 septembre 1879, à New York, il participe aux Jeux d'automne du New York Athletic Club. Le travail effectué avec John Fraser semble porter ses fruits puisque Myers arrive en bonne forme. Il commence la journée en remportant sa série sur 220 yards en 24 s 1/4. La course suivante s'avère être le quart de mile qui n'a d'autre intérêt que l'aspect chronométrique. En effet dès le coup de feu, les spectateurs focalisent leur attention sur Myers tant il domine ses adversaires. Il passe en tête près le premier virage puis poursuit son effort en passant devant les tribunes. Les observateurs commencent alors à réaliser la performance que Myers est en train d'accomplir. Pourtant à 130 yd du but, Myers manque de chuter après avoir heurté la lice et souffle à un officiel que sa chaussure est en train de s'enlever. Quelques mètres plus loin, il la perd définitivement et semble hésiter lors des foulées suivantes avant de continuer, déterminé à battre le record du monde. Il finit donc la course avec une chaussure et un pied nu, demandant aux officiels une fois la course terminée quel est son temps. Ce temps est pris par les trois plus expérimentés chronométreurs en Amérique. Deux annoncent un temps de 49 s tandis que la troisième marque 49 s 1/5. Parmi les spectateurs, un chronomètre indique 48 s 7/8 et une demi-douzaine 49 s. Finalement le temps officiel est de 49 s 1/5. Myers vient de battre le record des États-Unis de William Wilmer ainsi que le record du monde officieux du Britannique Robert Philpot (49 s 3/5) qui date de 1871, temps établi sur une piste de 576 yd bénéficiant d'un dénivelé de près de deux mètres avantageant les coureurs. Les autres temps de référence étant supérieurs à 50 secondes, il est donc le premier homme à passer sous cette barrière. Il devient aussi le premier athlète à courir en moins de 49 secondes sur 400 m. Le record de Myers a la particularité d'avoir été établi sur une piste de 220 yards aux virages carrés (deux tours sont donc nécessaires pour couvrir le quart de mile). Pourtant, quand la presse anglaise entend parler de la performance de Myers, elle doute de sa validité croyant que la piste utilisée est trop courte ou que les officiels n'ont pas enregistré correctement le temps. Lors du même meeting, Myers établit un nouveau record américain du 220 yd avec 22 s 3/4, battant le temps de référence de 22 s 7/8 qui appartient à Wilmer.

#### Championnats nationaux
Une semaine plus tard, lors des Championnats des États-Unis 1879, qui se déroulent pour la première fois sous l'autorité de la National Association of Amateur Athletes of America Championships ou en abrégé N4A, Myers est aligné sur trois épreuves : le 220 yd, le 440 yd et le 880 yd. Le coureur se qualifie facilement pour les finales des deux plus courtes distances, courus le matin. Lors de la finale du quart de mile, Myers enlève facilement la victoire en 52 s 2/5, battant à nouveau Edward Merritt. Sur le 880 yd, il court tranquillement avant de passer ses adversaires dans le dernier tour et de relâcher dans les 75 derniers yards. Il coupe la ligne en 2 min 01 s 2/5, ce qui constitue un nouveau record des États-Unis, plus d'une seconde plus rapide que l'ancienne marque de Merritt. Il termine la journée en ajoutant le titre national du 220 yd en 23 s 3/5, en devançant Rene LaMontagne. Ces trois victoires lui valent de recevoir une coupe en argent de la part de la célèbre maison Tiffany en tant que meilleur athlète. Il est également acclamé comme le meilleur coureur amateur en Amérique pour l'année 1879. Myers termine sa saison en gagnant un 220 yd et deux 440 yd mais finissant seulement quatrième d'un 1 000 yd.

### Période de domination (1880-1881)

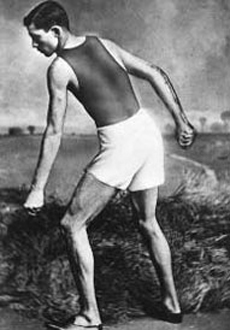
Lon Myers

Dès l'année suivante, Lon Myers se lance de nouveaux défis. Le plus ambitieux d'entre eux est celui qui consiste à battre tous les records des États-Unis du sprint au demi-fond : « La saison prochaine, je vais battre tous les records du 100 yd au mile ». Ce faisant, il veut prouver qu'il peut à la fois courir le 440 yd en moins de 50 secondes quand il veut mais qu'il peut aussi battre n'importe quel Américain sur ces distances. Ainsi en 1880, il commence à établir une série de records, qu'il ne cesse d'améliorer au cours de sa carrière.

#### Tentatives de records (1880)
Ainsi après avoir établi le record du monde amateur du 440 yd, Myers veut s'approprier celui du demi-mile qui est la propriété de Fred Elborough depuis 1876 avec 1 min 57 s 1/2. Pour cela, il essaie de passer sous la barre des deux minutes lors des Jeux d'hiver du MAC au Madison Square Garden le 7 février. Myers s'est entraîné en conséquence et a battu le record officieusement. Il est opposé à deux coureurs à qui il donne de l'avance. Au plus dangereux d'entre eux, un certain Manahan, il laisse 40 yd ; à l'autre 50 yd. Au coup de feu, Myers lance sa course tranquillement et passe à mi-distance en 54 s 7/8, puis rattrape ses rivaux dans la deuxième moitié du dernier tour puis passe la ligne et ralentit, hésite, visiblement désorienté et quitte la piste. Les spectateurs commencent alors à siffler exprimant leur déception. Ayant effectué plusieurs entraînements et compétitions sur des pistes de longueurs différentes et dépourvues de lignes, Myers ne se rend pas compte qu'il lui reste encore un tour à effectuer. De plus, il pense qu'il ne va pas rattraper Manahan avant le dernier tour. Myers s'est donc arrêté à un tour du but. Myers ne reprend la compétition qu'au mois de mai suivant, aux Jeux de printemps du Staten Island Athletic Club. Il décide de s'attaquer au record du monde amateur du 600 yd qui est également la propriété d'Elborough avec 1 min 14 s 3/5 depuis 1877. Pour cette course, son objectif est double : il vise à la fois les records du monde amateurs et professionnels sur 500 yd et 600 yd. Deux chronométreurs sont postés à chaque point. Il court les cinq cents premiers yards en 58 s ce qui constitue le record du monde amateur et professionnel avant de réaliser 1 min 14 s 1/2 sur 600 yd. Il manque cependant le record professionnel de l'épreuve (1 min 13 s) qui date de 1864. Suivent deux jours plus tard ceux du 300 yd et du mile aux Jeux de printemps du New York Athletic Club,. Sur le 300 yd, un officiel se tient au 250 yd où Myers passe en 27 s 1/8, nouveau record du monde amateur. Ralentissant ensuite afin de se préserver pour le mile, le coureur américain coupe la ligne en 34 s 1/5, nouveau record des États-Unis. Pour le mile, une coupe en argent du magasin Tiffany & Co est réservée au vainqueur de la course à condition qu'il batte le record américain amateur qui est 4 min 37 s 2/5. À l'origine, la course doit réunir le détenteur de ce record, W. J. Duffy, Henry Pellat, le champion national en titre et Lon Myers, mais les deux premiers sont absents. Pendant la course, Myers est quelque peu bousculé mais parvient à rallier l'arrivée épuisé par les efforts consentis. Le temps, 4 min 29 s 1/2 est un nouveau record américain amateur. Deux temps intermédiaires, respectivement au 1 000 yd et aux trois-quarts de mile ont été enregistrés : 2 min 20 s 7/8 et 3 min 18 s 1/2 qui constituent également de nouveaux records nationaux. Après cette journée, Myers repart avec cinq records, plusieurs médailles et la coupe.
Le 5 juin, il court dans le New Jersey un 220 yd en ligne droite avec handicap qu'il termine à la troisième place en 21 s 7/8. Les observateurs de l'époque soupçonnent que les chronomètres utilisés ne sont pas fiables. Cependant, on peut penser que le fait de courir en ligne droite associé à un vent fort dans le dos a pu permettre une telle performance. Quelques jours plus tard, il participe à un quart de mile avec handicap à Boston aux cinquièmes Jeux de printemps de l'Union Athletic Club. La course se déroule sur le gazon d'un stade de baseball, un anneau ovale d'une longueur d'un sixième de mile (environ 390 m), parsemé par endroits de cailloux. Partant sans avoir entendu le signal du starter, Myers se relève après quelques mètres et s'apprête à revenir au départ quand il entend le coup de feu. Il rattrape son plus proche adversaire au bout de 340 yd et est quatrième à 50 yd de l'arrivée. À ce moment-là, il marche sur une pierre qui tord ses pointes et provoque une douleur à l'aine qui lui fait renoncer au demi-mile. Cet incident perturbe sa course tant et si bien qu'il ne peut passer qu'un seul de ses trois adversaires avant l'arrivée. Les trois premiers coupent la ligne l'un derrière l'autre. Le temps donné par deux officiels est de 48 s. Myers quant à lui, est troisième en 48 s 1/4, même si certains l'annoncent à 48 s 1/8 et ce pour 434 yd puisqu'il est parti avant le signal officiel. Malgré cela, William B. Curtis, l'un des pères de l'athlétisme amateur aux États-Unis, n'hésite pas à qualifier cette course de « quart de mile le plus remarquable jamais couru ».
Au mois de juillet il se consacre au record du monde du 880 yd. Sa première tentative intervient le 5 aux jeux d'été du MAC. Néanmoins, la pluie qui tombe ce jour-là ne lui permet pas de concrétiser cet essai. Le 10 juillet, à Elizabeth, il monte sur 1 000 yd, une course avec handicap. Myers est opposé à un seul adversaire R. A. Knight, un camarade de club, à qui il donne une avance de 75 yd. Le rattrapant au bout de 880 yd, couru en 1 min 59 s 1/4, il coupe la ligne en 2 min 18 s 4/5, battant à la fois les records amateurs et professionnels. C'est également la première fois que Myers court le demi-mile en moins de deux minutes. Une semaine plus tard il s'attaque à nouveau au record du monde du demi-mile, sur la piste du Manhattan Athletic Club. Aidés par des amis qui lui servent de lièvres, Myers court la distance en 1 min 56 s 1/8,. Néanmoins ses proches ont espéré qu'il courre quelques secondes plus vite étant donné l'état de la piste. Mais confiant dans ses possibilités, Myers ne s'est pas entraîné suffisamment pour améliorer plus ce record. Ne courant pas pendant le mois de juillet, Myers renoue avec la compétition le 15 septembre en tentant de battre le record du 220 yd. Les mauvaises conditions météorologiques font échouer sa tentative et l'Américain franchit la ligne en 23 s 1/8. Trois jours plus tard aux jeux d'automne du MAC, Myers remporte sa série et la finale du 100 yd avec handicap en 10 s,, égalant ainsi le record américain que détiennent Rene LaMontagne et William Willmer. Participant aussi au 250 yd, il bat le temps de référence amateur en série et lors de la finale avec respectivement 26 s 1/2 et 26 s 1/4. Épuisé après cette dernière course, il décide de renoncer au quart de mile.

#### Huit titres nationaux (1880)
Le 25 septembre 1880, lors des Championnats des États-Unis, il dispute en une seule journée sept courses et ajoute à ses trois titres obtenus l'année précédente celui du 100 yd plat. Courant les séries des trois plus courtes distances le matin, ayant effectué un départ lent, il remporte l'après-midi son premier titre sur le 100 yd devant John Jenkins qui a dominé la course jusqu'à 10 yd du but. La course suivante est le demi mile qu'il remporte facilement en 2 min 05 s 3/5. Suit ensuite le 440 yd couru en 52 s. Lors cette course, une réclamation est portée contre Myers qui a fait trois faux départs, sans qu'elle soit entendue. Il complète son quadruplé en gagnant le 220 yd en 23 s 3/5 à nouveau devant Jenkins. Engagé également au saut en longueur, il termine quatrième du concours. Myers contribue donc pur une bonne part au titre par équipes avec 54 points contre 51 au Scottish-American Athletic Club. En outre, la performance de Mers n'a jamais été réédité bien que Jesse Owens a gagné quatre titres universitaires en 1935 et 1936. Deux jours plus tard, il dispute un 440 yd au premier meeting d'athlétisme organisé par le Manhattan Polo Association. Sans repère sur une piste d'une longueur de 640 yd, il ralentit sur les trente derniers yards coupant la ligne en 49 s 5/8.
L'Américain se rend ensuite le 2 octobre à Montréal aux Jeux d'automne du Montréal Lacrosse Club qui tiennent lieu de championnats amateurs du Canada. Engagé sur les mêmes épreuves qu'une semaine auparavant, il remporte la finale du 100 yd en 10 s sur une piste en pente descendante. Sur la distance supérieure, il remporte la course facilement en 26 s avant de montrer sa pointe de vitesse sur le 440 yd couvert en 53 s 1/2. Enfin, il conclut avec une victoire sur le demi mile. Il devient alors le premier et probablement l'unique athlète à remporter huit titres nationaux en une semaine. Poursuivant sur sa lancée, il établit le record du monde du 350 yd, le 21 octobre lors d'une réunion organisée par le Elizabeth Athletic Club. Il s'essaie également aux courses de haies et établit un record des États-Unis du 440 yd « haies basses », le 21 novembre en 61 s 5/8 lors des séries des Jeux d'automne du Short Hills Athletic Club. En finale, il abandonne ayant encore à apprendre des courses de haies. Le lendemain, il concourt aux Jeux des élections du MAC. Enlevant les deux premiers tours du 100 yd, il ne prend pas part à la finale afin de laisser leurs chances à ses trois adversaires membres du MAC. Il dispute quand même le 600 yd qu'il enlève avec 30 yd d'avance en 1 min 18 s 1/4, ayant sprinté dans les 150 derniers yards.

#### Premier voyage en Angleterre (1881)
En 1881, Lon Myers détient les records du monde amateurs du 220 yd et du 440 yd qui sont jusqu'alors la propriété des coureurs britanniques, d'où est originaire l'athlétisme moderne. Comme les Britanniques doutent de ces performances, le Manhattan Athletic Club décide d'envoyer Myers en Angleterre concourir aux championnats nationaux qui se déroulent le 16 juillet à Birmingham. Quand les autorités anglaises ont vent de l'intention de l'Américain de défier leurs athlètes, ils décident de l'inviter n'ayant pas de doute quant à sa défaite : « Laissez-le venir […] Je suis convaincu qu'il n'y a pas un homme en Amérique qui peut se servir correctement d'un chronomètre. Cet homme Myers sera battu de la longueur de cette pièce (40 pieds) ». Malgré tout le London Athletic Club, le plus prestigieux club en Angleterre élit Myers en tant que membre honoraire, lui accordant le privilège de pouvoir s'entraîner dans leur stade de Stamford Bridge et de disposer des autres équipements. Pourtant, il appréhende ce voyage à cause des rumeurs proférées outre-Atlantique et qui mettent en doute les performances américaines. Le Manhattan AC l'aide à récolter l'argent nécessaire pour entreprendre ce voyage. Pour cela, le club organise spécialement en mars des Jeux d'hiver au Madison Square Garden, qui sont un grand succès sur le plan sportif et financier.
Le groupe composé de Myers mais aussi d'autres athlètes du club embarquent pour l'Europe à la fin du mois de mai 1881. Myers supporte difficilement le périple rapportant au journal The Spirit of the Times avec lequel il entretient une correspondance « qu'il ne voudrait pas être marin pour un million de dollars par an. » Arrivé à Londres, de nombreuses personnes sont convaincues qu'il ne pourra pas battre un athlète britannique. Deux jours plus tard, il s'entraîne pour la première fois sur le sol anglais sous le regard de plusieurs spécialistes dont l'entraîneur Bob Rogers. Après s'être échauffé pendant une demi-heure, il demande à Rogers la longueur de la ligne droite sur laquelle il se trouve. Rogers lui répond qu'elle mesure 280 yd. Une douzaine de chronomètres sont alors installés avant que Myers ne couvre la distance en 29 s 1/2. Rogers est étonné de la facilité de Myers qui n'a pas couru au maximum de ses capacités pendant la course.
Le 25 juin, il dispute sa première course en Grande-Bretagne : un 440 yd qu'il remporte en 49 s 4/5, ce qui constitue un nouveau record d'Angleterre de l'épreuve. Sa forme est également bonne sur 880 yd, puisqu'il bat le record du monde de l'épreuve lors d'une course à Londres le 2 juillet en 1 min 55 s 8 (1 min 56 s 0). En le voyant, les Anglais déclarent alors que c'est « le meilleur qu'ils ont jamais vu ». Quelques jours plus tard, il abaisse à nouveau son record sur 440 yd avec 49 s 0. Pourtant ce temps n'est pas homologué à cause d'une piste de 500 yd présentant de trop fortes pentes et non parcourue entièrement. Myers ressort néanmoins satisfait de cette course. En effet, malade deux jours avant, il pense que sans cela, il aurait pu courir en 48 s. C'est donc confiant qu'il se présente le 15 juillet aux Championnats de Grande-Bretagne (AAA Championships) à Birmingham, dans le stade Aston Lower Grounds. Il confirme alors ses attentes en améliorant son record du monde du 440 yd pour le porter à 48 s 6 et décrocher par la même le titre devant le Britannique William Phillips crédité lui de 49 s 1/5. Intrigués par le temps réalisé par l'Américain, les officiels procèdent à la vérification de la longueur de la piste et constatent qu'il manque 1,80 m à la distance. Il est ainsi le premier homme à courir en moins de 49 secondes. Le lendemain, Myers s'aligne sur le 100 yd où il se trouve encore opposé à Phillips, champion d'Angleterre amateur sur la distance. Mais au coup de feu du starter, Myers trébuche et ne parvient pas ensuite à revenir sur les autres coureurs. Il finit quatrième de sa série et n'est donc pas qualifié pour la finale. Devant affronter ensuite Walter George, ce dernier déclare forfait étant souffrant. Le 21, il court encore deux courses, un 440 yd et un 880 yd, qu'il gagne facilement face à des coureurs moins forts. Après cela, Myers décide de rentrer aux États-Unis. Pendant son voyage, George a récupéré et battu le record du monde amateur du 1 000 yd en 2 min 18 s 0.

#### Retour aux États-Unis
Arrivé à New-York, on lui fait un accueil triomphal.
Le 12 septembre, il dispute sa première course depuis son retour sur 100 yd face à Clarence Stetson d'Harvard. Laissant à ce dernier 5 yd d'avance, il ne peut néanmoins rattraper ce retard ayant commencé sa course avec le mauvais pied. Courant les trente premiers yards avec une foulée étriquée, il ne lui reste alors plus assez de temps pour revenir suffisamment sur son adversaire. Déçu par cette performance alors que le temps est clément et la piste en bon état, il affronte trois jours plus tard un membre du San Francisco Olympic Club, Horace Hawes, sur la piste su Polo Grounds. Évoluant cette fois-ci sur 220 yd, il donne un avantage de 18 yd à son adversaire. Au bout de 150 yd, il ne reste que quelques yards entre les deux hommes et le public voit déjà Myers remporter la victoire. Pourtant, Myers est à nouveau battu en établissant quand même de nouvelles références nationales sur 200 yd (20 s 1/8) et surtout sur 220 yd (22 s 1/2), battant ainsi son précédent record qui datait de 1879.
Désireux de prendre sa revanche après ces deux défaites, il améliore le 17 septembre le record des États-Unis du 300 yd en 31 s 1/2. Pourtant, Myers dispute cette course, après avoir été malade, et ce contre l'avis de son médecin qui lui suggère d'arrêter de courir car il risque une congestion. Cette performance lui vaut de recevoir un diamant d'une valeur de cinq cents dollars de la part de G.M.L. Sachs, dirigeant d'une manufacture de soie, amateur de sport et grand ami de Myers. À l'origine, cette récompense devait être remise à Myers, s'il revenait invaincu de sa tournée européenne. Battu sur le 100 yd des Championnats de Grande-Bretagne, le trophée devient alors inutile. Sachs décide alors de donner une nouvelle chance à Myers et lui promit la médaille s'il bat le record amateur du 300 yd lors de ce meeting.

Inscription au revers de l'une des deux médailles remises à Lon Myers pour son record du monde du 880 yd.

Myers continue quand même de courir et fin septembre, il remporte trois nouveaux titres lors des championnats américains : le 100 yd, le 220 yd et le 440 yd. Sur cette dernière distance, il passe encore sous les 50 secondes avec un temps de 49 s 4, repoussant son dauphin Walter Smith, à près de 15 yd (presque 14 m). Engagé sur le 880 yd jusqu'à la veille de la course, il décide pourtant de ne pas la disputer, préférant laisser la place à l'un de ses camarades du Manhattan Athletic Club tenter sa chance face au canadien N. Flecher généralement considéré comme l'un des meilleurs amateurs sur cette distance exception faite de Myers.
Quelques jours plus tard, l'Américain se rend à Montréal pour les Championnats du Canada. Sans réelle opposition, il remporte le 440 yd ainsi que le demi-mile. Le 8 octobre, lors des Jeux d'automne de l'American Athletic Club, au Manhattan Polo Association grounds, il réalise probablement sa meilleure performance. Frais, parfaitement entraîné et disposant d'une piste rapide longue de 640 yd, il s'attaque au record du monde du 1 000 yd détenu par George. Pour éviter toute remise en cause du temps par les Britanniques, l'organisation dispose une vingtaine d'officiels pourvus de chronomètres. Trop impatient, l'Américain commet un faux départ. Au deuxième coup d'envoi, il prend rapidement les commandes de la course et laisse ses cinq adversaires loin derrière lui. Passant en 1 min 55 3/5 au 880 yd, ce qui est un nouveau temps de référence sur la distance, il sait qu'il va battre le record du monde. Paraissant épuisé vers la fin, il coupe pourtant son effort cinq mètres après avoir passé la ligne. Les trois chronomètres officiels indiquent 2 min 13 s 0. Pourtant, d'après les observateurs, Myers est capable de faire beaucoup mieux. En effet, il n'y a pas de lièvres ni de concurrence lors de cette course et Lon Myers n'a donc pas été poussé dans ces derniers retranchements et puis après son faux départ, le coureur américain a pris moins de risques.
Grâce à cette performance, il bat le record amateur de Walter George de cinq secondes, mais aussi le record professionnel de William Cummings de quatre secondes. Dès ce moment, les journalistes britanniques ne mettent plus en doute les temps établis par des coureurs américains et se font les défenseurs de Lon Myers. 
Myers termine sa saison en tentant par deux fois de battre son record du 440 yd. La première se déroule le 15 octobre 1881, sur la piste de Philadelphie. En bonne condition, il doit néanmoins affronter un vent violent dans les derniers 90 yd. Sans cela et avec une piste plus rapide il aurait pu prétendre passer sous les 48 s. Son temps reste quand même honorable puisqu'il est crédité d'un 48 s 3/4. La deuxième se déroule une semaine plus tard, au Polo Grounds pendant un match de crosse. Ayant attendu une heure en regardant la rencontre, Myers a froid et ne sent donc pas au mieux de sa forme. Accompagné d'Arthur Waldron pendant 140 yd, Myers s'attaque à nouveau à son record. Pourtant le vent vient à nouveau contrarier cette tentative et le coureur n'obtient que le temps de 48 s 4/5.

### Entre contestation et records (1882)

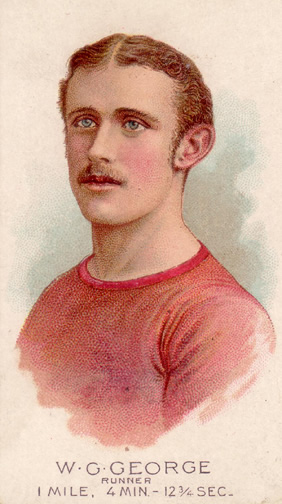
Le Britannique Walter George

Dès 1882, la santé de Myers commence à se détériorer, l'Américain souffrant de bronchite chronique et de catarrhe. 
Comme l'année précédente, Myers ne réalise rien de significatif jusqu'au mois de mai. On note seulement un 440 yd couru en 54 s 7/8 lors des Jeux en salle du Manhattan Athletic Club le 23 février au Madison Square Garden.
Sa première véritable performance a lieu le 20 mai, lorsqu'il établit un nouveau record national lors d'une course de haies de 1/6 de mile, lors du meeting de printemps du Staten Island Athletic Club.
Le 30 mai suivant, l'Américain s'aligne sur 120 yd aux Jeux de printemps du Scottish-American Athletic Club. Lors des séries, Myers doit faire face au vent et se qualifie avec le temps de 12 s. Il remporte également la demi-finale. Lors de la finale, Myers rattrape ses adversaires au bout de 100 yd et coupe finalement la ligne en vainqueur. Les temps chronométrés sont compris entre 11 s 3/5 et 12 s. Le temps officiel retenu est 11 s 3/8 et constitue un nouveau record des États-Unis.
Début juin, Myers participe aux Jeux de printemps du Manhattan Athletic Club. Remportant sa série du 100 yd, il préfère déclarer forfait pour les demi-finales pour se réserver pour le 400 yd. Cette course normalement courue sans handicap est adaptée pour laisser permettre à Myers de battre le record. Son seul opposant n'est autre que son partenaire de club Arthur Waldron, parti avec 30 yd d'avance pour aider Myers dans le dernier tour. Bénéficiant de conditions favorables, l'athlète américain s'empare du record de la distance avec 43 s 5/8.

#### Nouveaux rivaux
Pour pouvoir accueillir des athlètes universitaires, les Championnats des États-Unis sont avancés au mois de juin. Ils se tiennent pour la première fois au Polo Grounds et commencent le 10 juin. La piste, de mauvaise qualité, n'est pas exactement plate et l'on constate entre un et deux pieds de différence entre la ligne d'arrivée et le coin opposé. Myers remporte sa série du 100 yd par absence d'adversaires. Lors de la finale, Waldron, Sam Derickson un autre membre du Manhattan Athletic Club et Myers s'adjugent les trois premières places dans cet ordre. Cette course a vraisemblablement été arrangée comme l'attestent les commentaires de l'époque, les athlètes ne cherchant qu'à recueillir des points pour leur club. En effet, Myers a encore deux épreuves à courir et doit donc se préserver sachant que sa condition n'est pas optimale.
Pour le 220 yd, il n'y a que trois athlètes : Myers, Derickson et Henry Brooks, un étudiant de Yale, éliminé plus tôt dans la journée sur 100 yd alors qu'il est champion universitaire sur cette distance. Ce dernier a donc à cœur de prendre sa revanche. Pénalisé d'un yard pour faux départ, Myers est obligé de fournir un effort important pour tenter de rattraper son retard. Pourtant Brooks impressionne le public en se détachant progressivement à 30 yd de l'arrivée. Myers ne peut faire mieux que deuxième, un yard derrière Brooks, ce qui constitue sa première défaite sur cette distance sans handicap depuis deux ans. À l'arrivée, Myers explique avoir sous-estimé son adversaire et confiant dans le fait qu'il aurait pu le battre sans le handicap d'un yard. De son côté, Brooks rapporte ne pas avoir été au mieux de sa forme et avoue un peu de nervosité d'avoir couru avec un athlète ayant une telle réputation.
Le 440 yd est une simple formalité pour Myers qui repousse ces adversaires à plus de trois yards pour gagner en 51 s 3/5 à distance respectable de son record du monde. Il ne s'aligne pas sur le demi-mile où W. H. Goodwin sociétaire du New York Athletic Club établit une performance de tout premier plan (1 min 56 s 7/8) que seul Myers a surpassée. Des commentaires d'observateurs laissent même entrevoir que le record du monde, possession de Myers aurait, pu être battu si les deux hommes avaient couru l'un contre l'autre.
À la fin de ces championnats, Myers ressort donc affaibli ne conservant que son titre sur le quart de mile. Néanmoins beaucoup pensent déjà à une possible revanche entre Brooks et Myers ainsi qu'à une éventuelle rencontre entre lui et Goodwin.
Le 1er juillet suivant, il se présente aux cinquièmes Jeux d'été de l'American Athletic Club au Polo Grounds de New York. Inscrit sur 600 yd, Myers apparaît particulièrement préparé, ayant couru peu avant six 100 yd consécutifs. L'Américain a en effet remarqué que son efficacité diminue au passage de la mi-course sur de longues distances. Pour y remédier, il décide de changer son entraînement. Cumulés, ces temps donnent un total de 1 min 12 s. Lors de la course, Myers prend rapidement la tête et termine, aidé par son camarade Harry Fredericks qui se joint à lui pour les derniers yards. Myers coupe la ligne en 1 min 11 s 2/5, relativement proche du temps qui était prévu lors de sa préparation. Cette marque constitue la performance la plus rapide amateurs et professionnels confondus. Trois jours plus tard, Myers se trouve à Williamsburg pour disputer un 880 yd avec handicap (limité à 50 yards). Le journal The Spirit rapporte à cette occasion que cette course est « l'une des plus abouties de Myers ». Ce dernier échoue cependant à deux cinquièmes de secondes de son record du monde. L'Américain s'attaque à nouveau à cette marque le 16 septembre suivant également à Williamsburg. Courant seul jusqu'au 600 yd, Myers, amaigri et manquant de forme, est aidé sur la fin par un membre du Williamsburg Athletic Club. À l'arrivée, les officiels annoncent le temps de 1 min 56 s 3/5 : Myers égale donc son record et décroche par la même les temps de référence sur 700 (1 min 31 s) et 800 yd (1 min 44 s 2/5),.
Fin septembre, Myers renoue avec le quart de mile lors des Jeux d'automne du Manhattan Athletic Club. Laissant de l'avance à ses concurrents, il ne termine qu'à la deuxième place, crédité néanmoins d'un bon temps (49 s 3/5). Début octobre, Il défend également ses titres sur 440 et 800 yd lors des Championnats du Canada qui se déroulent à Montréal,.
Pendant cette année, Myers a eu plus de difficultés à gagner les courses avec handicap étant donnée l'avance qu'il donne à ses adversaires. Une fois parti, il doit se frayer un chemin entre les autres coureurs qui le forcent à courir à l'extérieur, l'obligeant ainsi à couvrir une plus grande distance. Qui plus est, de nombreuses courses lui sont bloquées dans plusieurs clubs, car de moins en moins de coureurs veulent l'affronter. Il améliore également des records sur des distances moins conventionnelles allant du 250 yd au 800 yd.

#### Duel avec Walter George (1882)
Lors de son voyage en Angleterre l'année précédente, Myers n'avait pas pu affronter le Britannique Walter George, ce dernier ayant déclaré forfait car malade. Dès décembre 1881, des contacts se nouent de part et d'autre, notamment entre George et W. B. Curtis, du New York Athletic Club, afin d'organiser une série de courses entre les deux hommes. Finalement, les deux hommes conviennent de disputer trois courses entre le 15 octobre et le 15 novembre 1882 : le 880 yd, le 1 320 yd (trois quart de mile) et le mile. Au cas où il gagne toutes les courses, Myers propose même à George de recourir un mile et demi avant que l'Anglais ne reparte en Europe. Dans la correspondance, Curtis invite George à disposer des installations de son club pendant son séjour aux États-Unis.
Pendant la saison 1882, Walter George a montré un bon état de forme s'adjugeant notamment plusieurs records tels ceux du mile et 10 miles. En embarquant pour l'Amérique le 28 septembre, George déclare vouloir faire de son mieux face à son adversaire américain.
La première rencontre organisée, conjointement par les clubs de Manhattan et Birmingham, se déroule le 4 novembre 1882 sur le Polo Grounds de New York. Environ 1 700 personnes assistent à la course, bravant le froid et bénéficiant de peu de confort. Pendant les premiers 700 yd, Myers suit George avant de le dépasser et de s'imposer facilement en 1 min 56 s 3/5. Analysant sa victoire, le coureur américain déclare s'être entraîné pour la première fois de sa vie si bien qu'il aurait pu courir plus vite peut-être en 1 min 53 s voire en 1 min 52 s. Avant d'ajouter s'être réservé en vue de la prochaine course. De son côté George reste confiant malgré sa défaite sachant que les épreuves à venir lui sont plus favorables.
La semaine suivante voit les deux hommes s'affronter pour la deuxième fois. Bien meilleure que la fois précédente, l'organisation doit quand même affronter le débordement de trois cents personnes qui viennent au bord de la piste pendant l'épreuve. Heureusement, la foule reste sage et n'empêche en rien les deux hommes de courir. Contrairement au demi-mile, c'est cette fois-ci le Britannique qui prend les commandes de la course dès les premiers yards. Ayant attrapé froid, Myers n'est pas au mieux de sa forme et sent que ses chances de s'imposer devant George sont dès lors minces. De fait, ce dernier remporte la course en 4 min 21 s 3/5 échouant de peu face à son propre record et reléguant Myers, à plus de six secondes. Déçu de sa performance, l'Américain met son échec sur le dos de sa mauvaise condition physique qu'il n'a pas su compenser, contrairement à des courses passées, par son excitation nerveuse. George quant à lui a suivi le même plan de course que lors de son record du monde, par ailleurs étonné de la lenteur de Myers pendant la course, croyant que ce dernier allait l'attaquer dans les derniers instants de la course.
Prévue initialement le 18 novembre, la dernière épreuve, le trois-quarts de mile, est annulée, Myers, malade, ayant déclaré forfait. George remporte donc cette course et de fait le match l'opposant à Myers. Pour apaiser la déception des gens, l'Américain consent cependant à disputer une course d'exhibition contre Walter George. Cette dernière est organisée le jour de Thanksgiving, le 30 novembre. Prenant en compte l'état de Myers, il est décidé que si l'un des deux hommes ne se présente pas, l'autre courra contre le temps.
Après sa défaite lors de la deuxième course, Myers ne court pas pendant dix jours et décide pour se rétablir de partir pour Baltimore, pensant y trouver un climat plus propice à sa guérison. Pendant les cinq jours qu'il passe dans cette ville, il retrouve un semblant de forme qu'il lui permet de s'entraîner un peu.
Le 30 novembre, finalement, les deux hommes se retrouvent sur la piste enneigée du Polo Grounds devant 2 000 personnes. Le temps froid et le vent ne sont pas propices aux bonnes performances. Comme pour le mile, George prend les commandes de la course et reste talonné par Myers jusqu'à 250 yd du but. Après un sprint final disputé par les deux hommes, George remporte finalement la course en 3 min 10 s 1/2 puis s'évanouit sur la ligne d'arrivée. Derrière, Myers chute à quelques mètres de son but puis rampe sur le sol pour franchir la ligne, avant de perdre à son tour connaissance.
Le Britannique considère que c'est l'une de ses meilleures performances et que dans des circonstances normales, il aurait couru en 3 min 5 s. Il est vrai que George ne s'est pas entraîné pendant six jours avant la course à cause du mauvais temps.
Pour les connaisseurs, les temps réalisés par les deux hommes sont assez décevants quand on connaît leurs capacités. En effet, quelques jours avant le premier match avec George, Myers a couru un trois-quarts de mile - chaudement habillé tout en relâchant son effort sur la fin - en 3 min 9 s, performance qui laisse espérer quatre secondes de moins en compétition.
La fin de saison de Myers se termine le 12 décembre au Madison Square Garden sur 60 yd et 880 yd avec handicap. Sur la première distance, Myers établir un nouveau record des États-Unis en 6 s 2/5 lors des séries. Ce record tiendra jusqu'en 1923. Sur le demi-mile, le coureur américain dépasse une partie de ses adversaires avant les 600 yd avant de revenir sur la tête à quelques mètres de l'arrivée. Il coupe la ligne en 2 min 1 s 4/5.

### Saison en retrait (1883)
Le début de l'année 1883 est marquée par de nombreux accès de malaria pendant le printemps et l'été qui obligent Myers à rester alité. Il parvient cependant à disputer quelques meetings réalisant à chaque fois des temps assez lents. Ainsi, il s'aligne aux Jeux de printemps du Manhattan Athletic Club en avril sur 600 yd avec handicap. Laissant effectivement 25 yd d'avance à tous ses adversaires, Myers réussit malgré tout à remporter la course en 1 min 15 s 3/5.
C'est donc avec des performances modestes qu'il aborde les Championnats des États-Unis qui se déroulent tout comme l'année précédente en juin. Encore souffrant (il a perdu presque 5 kg), il ne se remet sur pieds qu'une dizaine de jours avant le début de ces championnats. Ayant connaissance de son état de santé, les observateurs pensent qu'il va tenter d'éviter une nouvelle course contre Henry Brooks sur le 220 yd. Pourtant, Myers est bien déterminé à essayer de gagner l'épreuve, n'éprouvant selon ses propres dires aucune peur vis-à-vis de Brooks.
Lors de la finale, il n'y a que trois participants : Myers, Brooks et Sam Derickson. En tête pendant une bonne partie de la course, Myers est néanmoins suivi de près par Brooks. Ce dernier grignote petit à petit son retard sur lui. À 25 yd de l'arrivée, Myers commence à faiblir, possédant alors un yard d'avance. Sur la ligne, Myers trébuche et tombe. Brooks profite de cet événement pour le passer. Ce dernier échoue de peu face au record de la piste détenu par son rival. Après cette course, beaucoup pensent que Myers ne va pas défendre son titre sur le quart de mile. Mais résolu à courir, il conserve sa suprématie en remportant son cinquième titre consécutif en 52 s 1/8.
Quinze jours plus tard, il se présente aux Jeux d'été de son club qui se tiennent sur une toute nouvelle piste, un quart de mile en circuit. Myers est inscrit sur le 220 et 440 yd avec handicap. Qualifié facilement pour la finale sur la première épreuve, il est pénalisé d'un yard pour faux départ. Il termine troisième de cette course, sept yards derrière le vainqueur, ce qui constitue une performance honorable qui montre que son état s'est amélioré depuis championnats nationaux. Sans concurrence, il s'impose sur le quart de mile. Concourant dans trois autres meetings pendant l'été, il n'établit rien de notable. Retrouvant une forme optimale, il décide de s'attaquer à son propre record du 660 yd début septembre. Seuls un vent défavorable et une piste en mauvaise condition viennent contrarier ses plans. Aux Jeux d'automne du Manhattan Athletic Club, Myers court également deux épreuves : le 125 yd et le quart de mile. Opposé à Thomas Murphy sur la plus courte, il est dominé en série. Ayant couru au maximum de ses possibilités, il comprend qu'il n'a aucune chance face à lui en finale. Il décide donc de ne pas prendre part au second tour pour se réserver pour le 440 yd avec handicap. Après le premier virage, il apparaît que Myers n'a rien repris à ses adversaires. Au fur et à mesure que la course avance, ses chances de gagner diminuent. Pourtant à 130 yd du but, il commence à dépasser chacun des autres concurrents. À 60 yd, il est encore devancé par sept hommes qui disposent d'une avance relativement confortable. Paraissant faiblir, il se reprend et comble son retard pour finalement remporter la course en 49 s 1/4. Admiratif de l'effort fourni par Myers, le public l'applaudit et le congratule.
En octobre aux Championnats du Canada, il conserve ses titres sur 220 yd et 440 yd. Le 22, Myers participe au jubilé deux entraîneurs de l'American et du Manhattan Athletic Club. Il entreprend alors de s'attaquer à ce qui est connu comme le « Westhall feat » et qui consiste à courir quatre 440 yd en moins d'une minute chacun séparé de quinze minutes. 40 ans plus tôt, cela aurait constitué une réelle performance mais en 1883, la plupart des athlètes amateurs en sont capables. Myers accomplit cette tâche facilement malgré les mauvaises conditions de course. Aux Jeux d'automne du New York Athletic Club le 22 octobre, Myers remporte le quart de mile en 49 s 3/5 ainsi que le 880 yd en 1 min 58 s. Il récidive début novembre sur cette distance au premier meeting du Pittsburgh Athletic Club. Bien qu'ayant hésité au départ à cause d'un starter défectueux, Myers gagne en 1 min 56 s. Certains officiels, tenant compte de l'hésitation de Myers au départ, enregistrent un temps sensiblement plus rapide de 1 min 55 s 1/4.
Encore battu cette année par Brooks sur 220 yd, Myers ne bat cette année-là aucun record bien qu'il obtient des temps rapides en fin d'année.

### Controverse (1884)
Comme l'année précédente, Myers entame sa saison avec quelques mauvaises performances, notamment lors des Jeux d'hiver du Manhattan Athletic Club où il perd le 440 yd et le 880 yd avec handicap.
En ce début d’année, il est aussi question que le Manhattan Athletic Club constitue une équipe en vue d'un nouveau voyage en Angleterre. Il est prévu que ce groupe aille disputer une série de courses contre des athlètes britanniques. Alors que Myers doit en faire partie, plusieurs journaux commencent à remettre en cause son statut d'athlète amateur. Qui plus est, des lettres anonymes viennent étayer ces allégations. Ces dernières ont également pour objectif d'interdire à Myers de partir en Angleterre. Au moment où Myers dispute le meeting du Manhattan Athletic Club, le président de la National Association of Amateur Athletes of America ainsi que l'un des administrateurs du club dépose officiellement une réclamation contre le coureur américain. L'auteur des lettres doit alors se présenter devant le comité formé et prouver ses dires sous peine de se discréditer.
Le 12 mars, un comité est nommé par la N4A avec pour but d’examiner les accusations contre Myers. Cependant, prétextant ne pas être convoqué par la bonne institution, l’auteur des lettres tarde à venir témoigner. Il en résulte alors un report de l’audience au 25 mars. Ne se soumettant pas aux lois en vigueur, l’audience autorise chaque partie à dire ce qu’elle veut. Cette absence de règles a pour conséquences de parler de la vie personnelle de Myers sans que cela ait un rapport avec les accusations. Néanmoins les auteurs de ses témoignages se contredisent souvent ce qui les rend contestables, la plupart de leurs auteurs voulant juste se venger de Myers. Ainsi un témoin déclare être autant coupable que Myers ayant été payé pour l'avoir aidé à juger un meeting et avoir couru avec lui. Se considérant encore amateur, l’homme n’hésite pas, pourtant, à le qualifier d’athlète professionnel.
Le fait notable de cette audience est que la majorité des personnes qui y assistent affichent une méconnaissance presque totale des règles qui régissent les compétitions amateures.
Tous accordent alors une grande attention au témoignage du principal intéressé, Myers lui-même. Ce dernier confie être propriétaire d’une patinoire tout en assurant que cela ne va pas à l’encontre des règles de l’amateurisme citant l’exemple d’un sportif anglais dans le même cas. Il confirme également avoir reçu de l’argent en tant qu’arbitre lors d’une compétition mentionnant d’autres athlètes ayant accepté d’être payés pour avoir assuré des rôles similaires. Il met alors en doute la position de la N4A qui a accepté ces pratiques, de même que celles visant à rémunérer des coureurs participant à des compétitions avec handicap. Il concède aussi occuper un poste de secrétaire rémunéré au Manhattan Athletic Club avant d’ajouter que des clubs plus anciens ont développé ces pratiques plusieurs années avant le sien. Enfin il avoue occuper un poste d’éditeur à la rubrique athlétisme d’un hebdomadaire. Là encore, il affirme que cela n’entre pas en contradiction avec sa carrière de coureur amateur, se référant à un représentant de la fédération anglaise d’athlétisme amateur qui est également propriétaire et éditeur de deux journaux. À ceux qui l’accusent d’avoir reçu une pièce en or d’une valeur de 20 $ lors d’une course d’exhibition à Williamsburgh en septembre 1883, il répond qu’il n’a été qu’un intermédiaire et qu’il a livré cette pièce au bijoutier.
Il confesse avoir en une occasion utilisé l’un de ses prix comme caution pour un emprunt affirmant qu’en tant que propriétaire il peut en disposer à sa guise. Le prêt remboursé, il a récupéré ce prix, n’ayant en aucun cas la possibilité de les vendre.
À la suite de ce procès, Myers est complètement blanchi des accusations faites contre lui et toutes les charges sont alors abandonnées.
Cette affaire conduit quelque temps plus tard à la dissolution de la N4A, plusieurs fois mise en cause par Myers pendant son audition, et qui est bientôt remplacée par une nouvelle entité : l’Amateur Athletic Union.
Peu avant son départ pour l'Angleterre, Myers dispute quelques courses perdant les plus courtes mais gagnant les plus longues. En outre, il perd son record des États-Unis du 220 yd lors des Championnats IC4A (Intercollegiate Association of Amateur Athletes of America). Son rival Henry Brooks, double champion en titre est en effet devancé par Wendell Baker, un protégé de Myers qui remporte la course en 22 s 2/5 contre 22 s 1/2 à Myers en 1881.
Les deux performances d'importance de l'Américain sont ses victoires sur 440 yd et sur 880 yd, lors des Jeux de printemps du Manhattan Athletic Club, respectivement en 50 s 3/5 et 1 min 59 s 1/5 le 31 mai.

#### Deuxième voyage en Angleterre
Le 4 juin, trois athlètes du Manhattan Athletic Club, Myers, Fredericks (quatre titres nationaux sur le mile) et Waldron (double champion en titre sur 100 yd), embarquent pour l'Angleterre. Il est alors prévu que Myers affronte son rival anglais Walter George sur trois courses (880 yd, 1 000 yd et 1 200 yd) organisées conjointement par South London et Moseley Harriers, deux clubs britanniques.
Une fois arrivés, les Américains prennent leurs quartiers à Londres à South Kensington. Ils bénéficient d'une piste d'entraînement à Lillie Bridge sur laquelle Myers signe des temps rapides (49 s 4/5 sur le quart de mile et 2 minutes sur le demi-mile notamment). Ayant récupéré un bon poids de forme, ses compagnons pensent qu'il peut certainement courir le 440 yd en 48 secondes et concurrencer George sur le trois-quarts de mile. Dans l'une de ses premières lettres Myers mentionne l'accueil chaleureux qui a été fait à la délégation américaine.
Lors des Championnats d'Angleterre, à Birmingham, les Américains se contentent d'être spectateurs. Observant les séries du 440 yd, Myers conseille à l'un des coureurs de changer de pointes pour la finale. Suivant les conseils de ce dernier le coureur anglais surpasse ses adversaires et remporte le titre. C'est également l'occasion pour Myers d'observer Walter George remporter les titres sur 880 yd et sur le mile.
Le premier meeting auquel participe l'athlète new-yorkais se tient au Lillie Bridge le 5 juillet. Sur 440 yd, Myers a l'intention de battre ses records sur 300 et 440 yd. Cependant le mauvais temps ce jour-là vient contrarier ces plans et il se contente juste de remporter la course en 49 s 3/5. Deux jours plus tard, à Birmingham, Myers tente d'établir un nouveau record sur le demi-mile. Alors qu'il doit affronter l'Américain sur cette distance (constituant ainsi le premier de leurs trois affrontements), George déclare finalement forfait, laissant Myers seul face au chronomètre. Il se trouve opposé à des adversaires moins bons qui n'impriment pas un rythme suffisant. Il décide donc aux 400 yd d'accélérer la course. Prenant les commandes, il coupe la ligne en 1 min 55 s 1/5 soit un cinquième de seconde de mieux que son précédent record. Certains observateurs pensent que la présence de George aurait pu faire gagner au moins deux secondes sur ce temps.
Le désistement de George se confirme sur les deux autres épreuves (à savoir le 1 000 yd et 1 200 yd). Le Britannique déclare en effet ne pas avoir donné son accord pour ces trois distances et avoir un pied douloureux. À la suite de ces annulations, George propose un nouvel arrangement à Myers : courir sur trois distances supérieures ou inférieures au mile, le tout étant décidé à pile ou face. Apprenant cela, beaucoup pensent alors que sa douleur au pied est une invention. Myers refuse cet accord.
Le 12 juillet, le groupe américain se rend à Nottingham pour leur troisième compétition. Engagé sur 600 yd, Myers laisse ses deux adversaires prendre les rênes de la course avant de les passer dans le deuxième tour. Prolongeant son effort, il relègue les deux hommes à une douzaine de yards à l'arrivée. Faute de pouvoir affronter George sur 1 200 yd, Myers se voit offrir la possibilité de courir contre l'un des meilleurs athlètes britanniques : William Snook. Ce dernier mène la course sur un rythme assez lent pendant les premiers mille yards avant de placer une brusque accélération à laquelle ne répond pas Myers préférant laisser l'Anglais s'épuiser. Cette décision s'avère être la bonne puisque Myers dépasse son concurrent et remporte la course en 2 min 58 s, se permettant même de relâcher son effort lors des 80 derniers yards. Une deuxième épreuve les deux athlètes sur 600 yd. Le vent ainsi qu'un handicap de 36 yd laissent à Myers peu de chances de pouvoir battre Snook et il décide de ne pas courir estimant qu'il faudrait courir 1 min 11 s pour gagner. Le temps du Britannique à l'issue de la course, 1 min 10 s 2/5, confirme son estimation. Myers et Snook se retrouvent le 19 juillet pour un 1 000 yd. Enthousiaste à l'idée de pouvoir disputer cette course, Myers consent à donner un handicap aux autres coureurs. Snook possède ainsi 32 yd d'avance, les autres bénéficiant entre 40 yd et 60 yd. Déterminé à gagner, Snook part sur un rythme élevé. Sûr de sa force, Myers ne décide d'accélérer qu'aux 600 yd, passant en 1 min 45 s aux 800 yd. Manquant de tomber à cause d'un autre concurrent, Cox, Myers se rapproche de Snook. Voyant l'Anglais ralentir pour récupérer, Myers fait de même, son duel avec Cox l'ayant fatigué. Il rattrape Snook aux 900 yd et le passe avant de ralentir à nouveau. Le demi yard d'écart n'est pas suffisant et dans un dernier effort, Snook devance Myers pour remporter la course. Bien que Snook soit applaudi, on félicite quand même le coureur américain pour ses temps : 1 min 56 s 1/5 sur le demi-mile et 2 min 14 s 1/5 à l'arrivée.
Initialement prévue le 26 juillet, la sixième rencontre programmée par le South London Harriers et le Manhattan Athletic Club se déroule sous la pluie. Plutôt que de décevoir la foule venue nombreuse pour admirer Myers, les officiels décident de maintenir les courses laissant le choix aux Américains de s'engager ou non. Bien que Myers veut courir, la majorité de ses compagnons refusent annulant ainsi la participation de la délégation. Myers retrouve le chemin des pistes deux jours plus tard à l'occasion du meeting annuel du Stourbridge Cricket Club. La piste en gazon utilisée, normalement de bonne qualité, est passablement abîmée par la pluie qui commence à tomber au début des épreuves. Sur 600 yd, l'Américain se détache progressivement de ses adversaires avant de réduire sa cadence à proximité de l'arrivée qu'il passe en 1 min 13 s. Il termine ensuite quatrième (en 50 s) des séries du 440 yd avec handicap ayant laissé 28 yd d'avance à William Snook, vainqueur en 48 s 4/5.
Le 2 août suivant, Myers se rattrape en remportant le 440 yd et le demi-mile dans des temps assez lents. La septième et dernière rencontre a lieu au South London Harriers, le surlendemain. Pour commencer Myers se place troisième des qualifications sur 100 yd avec handicap. Il fait mieux sur le quart de mile puisqu'il reporte sa série et la finale respectivement en 49 s 2/5 et 49 s 1/5. Avant de repartir pour les États-Unis, les Américains se rendent à Stoke-on-Trent pour disputer un meeting organisé par le Victoria Athletic Club. Le premier jour, Myers enlève le 440 yd en ligne en 49 s 4/5. Il récidive le lendemain sur le 880 yd. Opposé à Snook, alors que George a refusé de prendre part à la course, Myers ne force pas le rythme pour gagner devant l'Anglais en 2 min 10 s 2/5. Il s'impose que les deux quarts de mile avec handicap (série et finale).
La délégation américaine embarque pour le chemin de retour le 9 août et est accueilli triomphalement à son arrivée à New York le 18. Le bilan de Lon Myers est satisfaisant puisqu'il a remporté onze des douze finales auxquelles il a pris part, ne perdant que le 1 000 yd face à Snook.

#### Fin de saison - Querelle avec Malcolm Ford
Les ennuis de Myers semblent ne pas être derrière lui, quand lui et son ami Harry Fredericks sont arrêtés par un agent de police alors que les deux hommes simulent un combat avec des chapeaux. Se méprenant sur leurs intentions, le policier les conduit au poste où ils passent quelques minutes derrière les barreaux avant d'être libérés moyennant une caution. Le lendemain Myers et Fredericks sont condamnés à payer cinq dollars chacun.
Le 13 septembre, Myers renoue avec la compétition lors des Jeux du Staten Island Athletic Club. Volant le départ sur le 100 yd qu'il remporte, il ne s'aligne pas au départ de la demi-finale. Sur le 220 yd avec handicap, Myers se qualifie pour la finale en gagnant sa série. La finale propose un combat entre lui et Malcolm Ford qui possède 6 yd d'avance. Myers ne parvient pas à reprendre du terrain à Ford avant le virage. Bloqué à ce moment de la course, il ne peut pas revenir suffisamment sur son adversaire pour pouvoir s'imposer. Fin septembre, pour sa dernière participation aux Championnats des États-Unis, il complète sa collection de titres avec des victoires sur 220 yd, 440 yd et 880 yd.
Voulant tester ses capacités à pourvoir battre Ford, Myers axe par la suite ses entraînements sur les courtes distances. Il se présente alors aux seizièmes Jeux d'automne du New York Athletic Club à Mott Haven. Devant courir sur 100 yd, l'Américain attend dans la chambre d'appel que les officiels lui indiquent la série ainsi que la ligne où il doit courir. Apprenant tardivement ces informations, il n'a pas le temps de rendre au départ et demande à courir dans une autre série. Sa requête étant rejetée, il se concentre sur le demi-mile avec handicap. Voyant qu'il n'a aucune chance de gagner, Myers abandonne à hauteur des 700 yd, visiblement très déçu par la tournure qu'a pris la journée.
Myers retrouve à nouveau Ford à Williamsburg le 18 octobre sur 120 yd. Cette fois, sans avance au départ, Ford est battu d'une courte tête par Myers (12 s 1/5 contre 12 s 1/2). À la suite de cette course, Ford remet en cause l'équité de l'épreuve puisqu'au tour précédent, il avait dû se qualifier en courant alors que Myers l'était d'office. En tête jusqu'aux 100 yd, il dit avoir perdu à cause de la fatigue. Il propose alors une revanche à Myers, que ce dernier refuse. En réponse à ces dires, Myers réplique en dénonçant, selon lui, le manque de fair-play de son adversaire, refusant de le rencontrer quand Myers et lui participent à la même course. Bon joueur, Myers accepte finalement de rencontrer Ford lors de Jeux organisés le jour des élections présidentielles américaines. Il ajoute même qu'en cas de victoire Ford, il s'inclinera devant lui. Cette épreuve, un 100 yd se tient sur la piste du Manhattan Athletic Club comme Ford l'a proposé le 4 novembre. Le coureur victorieux gagnera une médaille d'une valeur de 50 dollars. Perturbé dans sa préparation par une blessure à la cuisse droite, Myers hésite à déclarer forfait, mais devant la personnalité de Ford, il décide quand même de participer. Démarrant mieux au coup de feu du starter, Myers prend les rênes de la course et s'impose devant Ford en 10 s 1/2. Voulant définitivement supplanter son rival, Myers décide de s'attaquer au record du monde amateur du 50 yd détenu par Ford depuis le 22 mars 1884 avec 5 s 5/8. Il se rend pour cela au meeting du 9th Regiment Armory le 12 décembre. Engagé sur 60 yd, des officiels sont placés au 50 yd pour enregistrer les performances de Myers. Au premier tour, il égale le temps de Ford avant de l'améliorer au terme de la seconde course. Le temps 5 s 1/2 ne sera pas battu avant 1904.

### Dernière saison amateur (1885)
Le 22 janvier 1885, Myers affronte un adversaire peu commun en la personne du patineur Charles Pfaff, Jr. Pour l'occasion il est équipé de pointes spéciales et doit parcourir 120 yd dont 5 yards de handicap tandis que Pfaff n'en a que 115. Au bout de 20 yd, Myers a déjà rattrapé son adversaire. Aux 80 yd, il vire en tête, profitant du vent dans le dos. Au terme de la course, il devance Pfaff de près de deux yards et établit un nouveau record amateur sur la distance avec 11 s 3/4.

#### Troisième voyage en Angleterre
Souffrant ensuite d'accès de malaria, Myers dispute peu de compétitions jusqu'à la fin du mois d'avril où il est engagé sur le mile lors des Jeux de printemps du Manhattan Athletic Club. Finissant quatrième, il remporte sans difficulté quelques jours plus tard un quart et un demi-mile en Pennsylvanie.
Il décide alors de se rendre une dernière fois en Grande-Bretagne avec l'idée de participer aux Championnats nationaux. Il embarque de New York pour l'Angleterre le 9 mai. Arrivé sur place, il dispute sa première compétition à Croydon. Éliminé prématurément sur le quart de mile avec handicap où il termine quatrième, Myers se rattrape sur le 880 yd où après avoir remonté tranquillement ses opposants coupe la ligne en 2 min 02 s 1/5. Quelques jours plus tard le 6 juin, il s'aligne à nouveau sur 440 yd avec handicap à Lillie Bridge. Bénéficiant d'une piste neuve, il se qualifie pour la finale dans un bon temps (50 s 2/5. La finale oppose quatre coureurs de grand talent ayant sous des supporteurs dans le public : Myers Cowie, Howard et Relf. Cowie parti avec 8 yd d'avance sur Myers tient ce dernier à bonne distance dans la ligne droite opposée. Malheureusement, Cowie perd sa chaussure et doit abandonner laissant le champ libre à Myers. Pourtant, l'Américain doit faire face au retour de Relf et Howard et bat le premier d'un cheveu. Son temps, 48 s 4/5, le place à un cinquième de seconde de son record du monde amateur et à moins d'une demi-seconde du record professionnel de l'Anglais Buttery (48 s 1/4). Un meilleur état de forme ainsi que de bonnes conditions météorologiques (il pleut ce jour-là) lui aurait sans doute permis de faire mieux.
Il retrouve la semaine suivante Cowie sur le quart de mile qu'il domine facilement, le Britannique ne tentant pas de l'attaquer ainsi qu'une vieille connaissance en la personne de William Snook que le 880 yd. À 100 yd du but, Myers place une accélération à laquelle tente, vainement, de répondre Snook. Myers gagne avec 10 yd d'avance. Également aligé qur la même distance mais avec handicap cette fois-ci, il réussit à combler une avance de 52 yd pour finalement revenir sur son principal adversaire qu'il dépasse à une quarantaine de yards de l'arrivée.
Les deux compétitions suivantes doivent le mener aux Championnats d'Angleterre. Pourtant lors de la première, le 16 juin, blessé, il n'est pas placé sur le 880 yd avec handicap qu'il dispute au meeting du London Harriers. La deuxième ne se passe pas mieux car il abandonne un 1 000 yd quatre jours plus tard à Stamford Bridge, ayant attrapé froid. 
Rétabli, il se présente aux Championnats britanniques amateurs la semaine suivante à Southport près de Liverpool. Une nouvelle fois opposé à Cowie sur le 440 yd, il laisse l'Anglais mener la course avant de le rattraper et de couper la ligne en vainqueur. Un scénario similaire se déroule sur le demi-mile puisque Myers se contente de suivre le rythme de son plus sérieux adversaire pendant le premier tour avant de refaire son retard et de le dépasser. Il se rend ensuite à Newcastle upon Tyne à l'occasion d'une compétition organisée par le North Durham Cricket Club où il remporte un autre quart de mile avec handicap en 49 s 3/5.

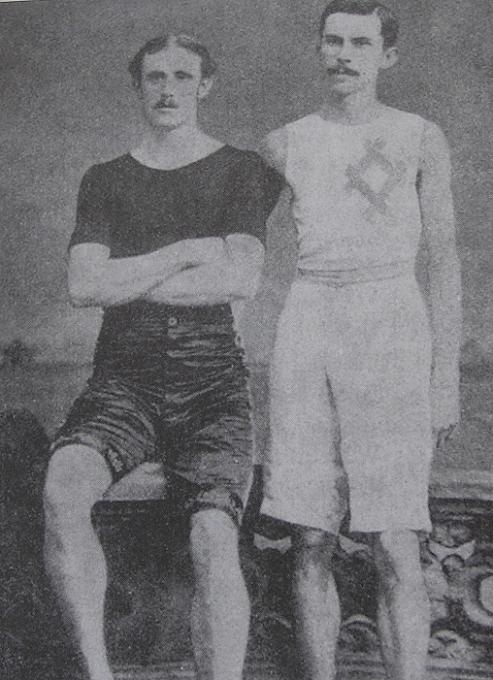
Lon Myers (à droite) au côté de Walter George

Le 4 juillet suivant, Myers poursuit sa tournée anglaise en s'adjugeant le 300 yd et le 440 yd d'un meeting organisé par le Crewe Alexandra Atheltic Club. Deux jours plus tard, il signe une performance de premier plan sur 880 yd. Prenant la tête de la course à 300 yd du final, il coupe la ligne sans paraître épuisé par l'effort qu'il vient de fournir. Les officiels annoncent alors un temps de 1 min 48 s 3/5. Il s'avère rapidement que le temps a été pris au mauvais endroit raccourcissant l'épreuve de 37 yd. Cependant en tenant du rythme de Myers sur la fin, on peut considérer que s'il avait couru les derniers yards à la même vitesse, le temps théorique aurait été de 1 min 53 s 2/5, performance non égalée avant 1895 et non améliorée avant 1904 et le record du monde d'Emilio Lunghi avec 1 min 52 s 4/5. À la suite de la course, il dit nourrir des regrets à propos de cette course. Quelques jours après, il remporte un autre demi mile dans un temps modeste mais est dominé sur 440 yd avec handicap ayant laissé 41 yd au vainqueur. Ayant cassé une chaussure vers la fin de la course, il ne peut faire mieux que deuxième en 49 s 1/5 tandis que le premier C. Simpson signe un excellent 48 s 5/8. À nouveau, l'Américain est déçu par ce contretemps technique. La semaine suivante, Myers se retrouve à Wigan pour une nouvelle série de courses sur 220 yd et 440 yd avec handicap. Perdant la finale de la première, Myers échoue également dans la deuxième ne parvenant pas à rattraper son retard sur son principal adversaire Samuels parti avec 22 yd d'avance. Il termine à la seconde place en 51 s. Déçu une nouvelle fois par ces défaites, il ne se présente pas à la remise des prix, lors de laquelle le comte de Crawford le décrit comme le « seul vrai coureur » qu'il a jamais vu. À Manchester, le 23 juillet, Myers est inscrit sur un 440 yd aux Jeux du Police and Fire Brigade Cricket Club. Applaudi par une foule venue nombreuse et acquise à sa cause, l'Américain remporte la course en 49 s 1/5. Là encore, un incident vient émailler sa performance puisqu'une de ses chaussures se casse en deux après le départ le contraignant à courir prudemment. Rattrapant ses concurrents après 300 yd, il les devance de 15 yd à l'arrivée. Le lendemain, à Ulverston, il dispute un quart de mile contre Snook qu'il enlève facilement de même que le 880 yd. 
Quelques jours plus tard, Myers se rend à Blackburn pour courir sur gazon deux épreuves avec handicap. Sur le demi-mile, il prend la tête de la course à 100 yd de la ligne et coupe cette dernière en 2 min 00 s 2/5. La deuxième, un 440 yd est plus difficile pour Myers. Opposé à Snook et Barton, il focalise son attention sur le premier avant de se rendre compte que Barton est son plus sérieux rival. À hauteur de Snook à 80 yd du but, il poursuit son effort pour revenir sur Barton qu'il passe finalement à proximité de l'arrivée. Le temps, 49 s 2/5, est le plus rapide jamais enregistré sur une piste en gazon. Après un repos d'une journée, Myers retrouve le chemin des pistes à l'occasion d'un demi-mile avec handicap sur herbe à Manchester. Dix-neuf coureurs sont présents au départ parmi lesquels, William Snook qui dispose d'une avance de 20 yd. L'Anglais part sur un rythme élevé qu'il conserve tout au long de la course. Doublant un à un ses concurrents, Myers atteint la seconde place dans le dernier virage tentant de revenir sur Snook. Échouant pour deux yards, il signe avec un temps de 1 min 56 s 1/4 le meilleur 880 yd sur une piste en herbe. Le même jour, il prend part également à un 440 yd avec handicap. Appréciant la piste du Pomona Grounds sur laquelle il s'est déjà entraîné, il pense pouvoir battre son record. Pourtant lors des séries, il ne prend que la troisième place en 49 s 2/5. Se doutant que le meeting est truqué, Myers ne se présente pas au départ de la finale. Y assistant en tant que spectateur, ses soupçons se confirment quand il voit l'un de ses amis se faire bousculer une demi-douzaine de fois par un autre coureur, alors qu'il est en train gagner la course. Le lendemain, le coureur américain est engagé sur trois épreuves (100 yd, 440 yd et 880 yd) aux Jeux du Victoria Athletic Club qui se déroulent sur deux jours. La météo étant mauvaise, Myers déclare forfait pour le 100 yd et le demi-mile participant juste au quart de mile qu'il reporte facilement prenant la tête à 50 yd de l'arrivée. Le deuxième jour est consacré aux distances avec handicap. Troisième de sa série qualificative sur 440 yd, Myers concède 24 yd au Britannique Arthur Wharton. Sous une pluie battante, Wharton prend la tête après 150 yd, tandis que Myers rattrape la moitié de son retard à l'entrée de la dernière ligne droite. Poursuivant son effort, il perd pour trois yards courant une nouvelle fois sous les cinquante secondes (49 s 3/5). Il remporte sans difficulté le demi-mile en ligne ayant pour seul opposant William Snook qu'il devance de trois yards. Le 10 août, à Hadley près d'Arlington, Myers court un 120 yd. Un vent favorable souffle sur le stade. Les spectateurs venus en nombre empiètent quelque peu sur la piste. Pendant sa série Myers manque de renverser une jeune femme et doit arrêter son effort. Il termine quand même la course en deuxième position aidé par le vent. Également engagé sur le quart de mile avec handicap, il décide de prendre la tête de la course dès le début en contrôlant ses adversaires. La course est gênée par le vent qui handicape les compétiteurs. Myers rejoint la ligne d'arrivée, se permettant de ralentir tant il a une avance confortable, dans le temps de 49 s 4/5.
Son avant-dernière apparition en Angleterre se tient le 15 août à Preston. À nouveau engagé sur 440 yd et 880 yd avec handicap, Myers se plaint de la piste qui ne lui permet pas de déployer sa foulée. Également gêné par d'autres coureurs, il ne termine que troisième du 440 yd et deuxième du demi-mile. Le 19 août, il se rend à Rochdale pour une ultime compétition avant son retour aux États-Unis. Sur la piste longue de 440 yd, il dispute tout d'abord un demi-mile avec handicap. Dans le dernier virage du deuxième tour, Myers réussit à dépasser la majorité des coureurs et il pointe en troisième position en sortie de la courbe. À 40 yd du but, il rattrape puis dépasse le leader et remporte la course. La deuxième course de la journée est un 440 yd avec handicap. Terminant deuxième de sa série, il termine premier ex-æquo ors de la finale en 49 s 2/5. Une course est alors organisée pour départager Myers et son opposant. Cependant ce dernier est trop fatigué pour la disputer et Myers est donc seul à la courir et est donc déclaré vainqueur.

### Passage professionnel (1886)
Sa retraite est de courte durée puisqu'en janvier 1886, il devient professionnel afin de pouvoir se mesurer au Britannique Walter George de passage à New York. Myers a en effet accepté une offre du journal Spirit of the Times dont George est à l'origine. L'Américain garde un souvenir amer de ses deux défaites face à George en 1882. Une rencontre baptisée « Middle Distance Championship of the World » est organisée au Madison Square Garden. Les deux hommes signent un accord portant sur trois courses : le 1 000 yd, le 1 320 yd, et le mile (1 760 yd). Le vainqueur de chaque course empoche une récompense. Lors de chacune des courses, Myers laisse George imposer le rythme, restant avec lui puis utilise sa pointe de vitesse pour le dépasser vers la fin. Myers remporte ainsi les trois victoires et empoche la somme de 3 000 dollars.

### Exil en Australie (1887-1888)
Après avoir vainement essayé de rencontrer d'autres athlètes professionnels tels que William Cummings ou Harry Hutchens, Lon Myers décide de partir en Australie où l'athlétisme professionnel est très populaire. Séjournant 18 mois là-bas, il connaît un certain succès mais ne menace plus de records du monde.
Une rencontre entre Walter George et Myers est organisée en Australie. Myers a gagné les deux premières courses quand George décide de rentrer en Angleterre sans disputer la dernière course. Il est sans doute dégouté par les succès de Myers. Sur leurs neuf rencontres, Myers en a effectivement remporté six.

## Reconversion
À son retour d'Australie, Myers décide de mettre un terme à sa carrière de coureur, sa santé ne lui permettant plus de continuer la pratique de l'athlétisme. Myers revient alors aux États-Unis et se fait bookmaker dans le domaine des courses hippiques, activité qui devient légale quelque temps après. Il rencontre également le succès dans ce domaine allant même jusqu'à posséder ses propres chevaux de courses. L'un d'entre eux porte le nom de Disraeli, en hommage à l'auteur et Premier ministre britannique Benjamin Disraeli. Quand ce dernier est anobli par la reine Victoria, Myers rebaptise son cheval du titre reçu par Disraeli : Lord Beaconsfield.
Le 15 février 1899, il meurt d'une pneumonie dans son domicile newyorkais, la veille de son 41e anniversaire.

## Style de course
À son époque, l'Américain est décrit comme possédant « des jambes extraordinairement longues », disproportionnées par rapport à taille. Ses contemporains ne tardent d'ailleurs pas à le surnommer la « machine à courir ». Montague Sherman, acteur et coureur de 440 yards à l'époque de Myers, explique les performances de l'Américain par sa capacité d'allonger sa foulée en fin de course, contrairement à tous ses rivaux : « Il le peut, car il n'a pratiquement pas de poids à porter au-dessus de la ceinture [...] Quand il court on ne voit que ces deux bielles qui vont chercher le sol loin en avant d'elles et qui lui donnent une allure irréelle ».
Premier véritable phénomène de l'athlétisme moderne, tous les observateurs restent ébahis par ses performances. Ainsi, lors d'une de ses tournées en Angleterre, un article du Manchester News déclare « qu'il y n'avait jamais eu un homme aussi bien taillé naturellement pour la course que L.E. Myers, » tandis que le comte de Crawford a ajouté que Myers « est le seul vrai coureur qu'il a jamais vu. »

## Personnalité
En compétition, Myers est très apprécié par ses adversaires, étant toujours agréable. En société, il passe pour être un gentleman et un homme d'une grande moralité.

## Palmarès
Pendant sa carrière amateure, Laurence Myers a remporté quinze titres aux Championnats des États-Unis. Il faut ajouter à cela dix victoires aux Championnats du Canada (dont quatre pour la seule édition 1880) et trois à ceux Grande-Bretagne.

### Championnats des États-Unis
À l'époque, les Championnats des États-Unis se déroulent sous la bannière de la National Association of Amateur Athletes of America (N4A).
| Épreuve / Édition | New York 1879           | New York 1880      | New York 1881     | New York 1882 | New York 1883 | New York 1884      |
| 100 yd            | —                       | 1er 10 s 2/5       | 1er 10 s 1/4 (RC) | 3e            | —             | —                  |
| 220 yd            | 1er 23 s 3/5            | 1er 23 s 3/5       | 1er 23 s 1/2      | 2e 22 s 4/5   | 2e 23 s       | 1er 24 s 1/5       |
| 440 yd            | 1er 52 s 2/5 (RC)       | 1er 52 s (RC)      | 1er 49 s 2/5 (RC) | 1er 51 s 3/5  | 1er 52 s 1/8  | 1er 55 s 4/5       |
| 880 yd            | 1er 2 min 01 s 3/5 (RA) | 1er 2 min 04 s 3/5 | —                 | —             | —             | 1er 2 min 09 s 4/5 |
| Longueur          | —                       | 4e 5,83 m          | —                 | —             | —             | —                  |

### Championnats de Grande-Bretagne
Lon Myers participe deux fois aux championnats de Grande-Bretagne. Lors de sa première participation en 1881, à Birmingham, il établit le record du monde du 440 yard en 48 s 3/5, le 15 juillet. Ce record ne sera battu qu'en 1889 par le Britannique Henry Tindall avec 48 s 5.
| Épreuve / Édition | Birmingham 1881   | Southport 1885 |
| 440 yd            | 1er 48 s 3/5 (RM) | 1er 52 s 2/5   |
| 880 yd            | —                 | 1er 2 min 01 s |

### Championnats du Canada
Lon Myers a remporté dix titres de champion du Canada, dont quatre titres consécutifs sur 440 yd.
| Épreuve / Édition | Montréal 1880  | Montréal 1881  | Montréal 1882  | Montréal 1883 |
| 100 yd            | 1er 10 s       | —              | —              | —             |
| 220 yd            | 1er 26 s       | —              | —              | 1er 24 s      |
| 440 yd            | 1er 53 s 1/2   | 1er 56 s 1/4   | 1er 52 s       | 1er 58 s      |
| 880 yd            | 1er 2 min 21 s | 1er 2 min 21 s | 1er 2 min 14 s | —             |

## Statistiques

### Records personnels
| Épreuve  | Temps          | Lieu          | Date              |
| 50 yd    | 5 s 1/2        |               | 12 décembre 1884  |
| 60 yd    | 6 s 2/5        | New York      | 12 décembre 1882  |
| 75 yd    | 7 s 3/4        |               | 21 janvier 1881   |
| 100 yd   | 10 s           | New York      | 18 septembre 1880 |
| 120 yd   | 12 s           | New York      | 18 septembre 1880 |
| 200 yd   | 20 s 1/8       | New York      | 15 septembre 1881 |
| 220 yd   | 22 s 1/2       | New York      | 15 septembre 1881 |
| 250 yd   | 26 s           | New York      | 3 juin 1882       |
| 300 yd   | 31 s 3/8       | New York      | 22 octobre 1881   |
| 330 yd   | 35 s           | New York      | 22 octobre 1881   |
| 350 yd   | 36 s 4/5       | Philadelphie  | 15 octobre 1881   |
| 400 yd   | 43 s 5/8       | New York      | 3 juin 1882       |
| 440 yd   | 48 s 3/4       | Philadelphie  | 15 octobre 1881   |
| 500 yd   | 58 s           | Staten Island | 29 mai 1880       |
| 600 yd   | 1 min 11 s 2/5 | New York      | 1er juillet 1882  |
| 660 yd   | 1 min 22 s     |               | 1880              |
| 700 yd   | 1 min 31 s     | Williamsburg  | 16 septembre 1882 |
| 800 yd   | 1 min 44 s 2/5 | Williamsburg  | 16 septembre 1882 |
| 880 yd   | 1 min 55 s 4   | Birmingham    | 7 juillet 1884    |
| 880 yd   | 1 min 55 s 4   | New York      | 3 octobre 1885    |
| 1 000 yd | 2 min 13 s     | New York      | 8 octobre 1881    |
| 1 320 yd | 3 min 13 s     | New York      | 30 novembre 1882  |
| 1 mile   | 4 min 27 s 3/5 | New York      | 11 novembre 1882  |

### Records du monde
Au cours de sa carrière, Lon Myers a battu une fois le record du monde du 220 yd, deux fois celui du 440 yd et quatre fois celui du 880 yard. De 1881 à 1889, il détient le record du monde du 440 yd. Il obtient celui du 880 yd en 1880 avant de le perdre au profit du Britannique Francis Cross en 1888. De 1881 à 1883, il possède également celui du 220 yd. Qui plus est, l'Américain est le premier homme à courir le 440 yd en moins de 50 secondes en 1879 puis en moins de 49 secondes en 1881.
| Épreuve | Temps          | Lieu       | Date              |
| 220 yd  | 22 s 1/2       | New York   | 15 septembre 1881 |
| 440 yd  | 49 s 1/5       | New York   | 20 septembre 1879 |
| 440 yd  | 48 s 3/5       | Birmingham | 15 juillet 1881   |
| 880 yd  | 1 min 56 s 1/5 | New York   | 17 juillet 1880   |
| 880 yd  | 1 min 55 s 4/5 | Londres    | 2 juillet 1881    |
| 880 yd  | 1 min 55 s 3/5 | New York   | 8 octobre 1881    |
| 880 yd  | 1 min 55 s 3/5 | New York   | 16 septembre 1882 |
| 880 yd  | 1 min 55 s 2/5 | Birmingham | 7 juillet 1884    |
| 880 yd  | 1 min 55 s 2/5 | New York   | 3 octobre 1885    |

### Meilleures performances
| Temps                    | Pl. | Type     | Compétition                | Lieu              | Date              |
| Carrière amateure        |     |          |                            |                   |                   |
| 48 s 3/5                 | 1   | en pente | Championnats d'Angleterre  | Birmingham        | 16 juillet 1881   |
| 48 s 3/4                 |     | s        | Olympic AC Games           | Stenton PA        | 15 octobre 1881   |
| 48 s 4/5                 |     | s        | Tentative de record        | Polo Grounds      | 22 octobre 1881   |
| 48 s 4/5                 | 1   | hcp      | Civil Service Sports       | Lillie Bridge     | 6 juin 1885       |
| 49 s                     | 3   | hcp      | Union AC Spring Games      | Boston            | 26 juin 1880      |
| 49 s                     | 1   | en pente | Moseley Harriers           | Birmingham        | 9 juillet 1881    |
| 49 s 1/5                 | 1   |          | NYAC Fall Games            | Mott Haven        | 20 septembre 1879 |
| 49 s 1/5                 | 1   | hcp      | MAC/SLH Meeting            | Balham            | 4 août 1884       |
| 49 s 1/5                 | 1   | hcp      | Manchester PFCC Games      | Manchester        | 23 juillet 1885   |
| 49 s 1/4                 | 1   | hcp      | MAC Fall Games             | Manhattan         | 15 septembre 1883 |
| 49 s 1/4                 | 1h  | hcp      | Hull AC Games              | Hull              | 11 juillet 1885   |
| 49 s 2/5                 | 1   |          | Championnats NAAAA         | Mott Haven        | 24 septembre 1881 |
| 49 s 2/5                 | 1h  | hcp      | MAC/SLH Meeting            | Balham            | 4 août 1884       |
| 49 s 2/5                 | 1   | hcp      | Rovers FC                  | Blackburn         | 1er août 1885     |
| 49 s 2/5                 | 3h  | hcp      | Nottingham OF              | Manchester        | 3 août 1885       |
| 49 s 2/5                 | 1   | hcp      | Rochdale CC                | Rochdale          | 19 août 1885      |
| 49 s 3/5                 | 2   | hcp      | MAC Fall Games             | Manhattan         | 30 septembre 1882 |
| 49 s 3/5                 | 1   | hcp      | NYAC Games                 | Mott Haven        | 27 octobre 1883   |
| 49 s 3/5                 | 1   |          | MAC/SLH Meeting            | Lillie Bridge     | 5 juillet 1884    |
| 49 s 3/5                 | 1   | hcp      | North Durham CC            | Newcastle-on-Tyne | 29 juin 1885      |
| 49 s 3/5                 | 2   | hcp      | Victoria AC Sports         | Stoke-on-Trent    | 5 août 1885       |
| 49 s 5/8                 | 1   |          | Manhattan Polo Association | Polo Grounds      | 27 septembre 1880 |
| 49 s 4/5                 | 1   |          | London AC                  | Stamford Bridge   | 25 juin 1885      |
| 49 s 4/5                 | 1   |          | Victoria AC Games          | Stoke-on-Trent    | 5 août 1884       |
| 49 s 4/5                 | 1   | hcp      | Hadley                     |                   | 10 août 1885      |
| Carrière professionnelle |     |          |                            |                   |                   |
| 48 s 2/5                 | 1   | hcp      |                            | Botany            | 30 mai 1888       |
| 48 s 3/5                 | 3h  | hcp      |                            | Botany            | 15 octobre 1887   |
| 48 s 2/5                 | 1   | hcp      |                            | Botany            | 29 octobre 1887   |

| Temps                    | Pl. | Type | Compétition         | Lieu            | Date              |
| Carrière amateure        |     |      |                     |                 |                   |
| 1 min 55 s 2/5           | 1   |      | MAC/SLH Meeting     | Birmingham      | 7 juillet 1884    |
| 1 min 55 s 2/5           | 1   | hcp  | Olympic AC Games    | Manhattan       | 3 octobre 1885    |
| 1 min 55 s 3/5           | +   |      | American AC Games   | Polo Grounds    | 8 octobre 1881    |
| 1 min 55 s 3/5           |     | s    | Williamsburgh AC    | Brooklyn        | 16 septembre 1882 |
| 1 min 56 s               | 1   |      | London AC           | Stamford Bridge | 2 juillet 1881    |
| 1 min 56 s               | 1   | hcp  | Williamsburgh AC    | Brooklyn        | 4 juillet 1882    |
| 1 min 56 s               | 1   | hcp  | Pittsburgh AC       | Pittsburgh      | 3 novembre 1883   |
| 1 min 56 s 1/8           |     | s    | Manhattan AC        | Manhattan       | 17 juillet 1880   |
| 1 min 56 s 1/5           | +   | hcp  | MAC/SLH Meeting     | Birmingham      | 19 juillet 1884   |
| 1 min 56 s 1/4           | 2   | hcp  | Blackley CC         | Manchester      | 3 août 1885       |
| 1 min 56 s 3/5           | 1   |      | Myers vs George     | Polo Grounds    | 4 novembre 1882   |
| 1 min 57 s 2/5           | 1   | hcp  | Rochdale CC         | Rochdale        | 19 août 1885      |
| 1 min 57 s 1/2           | 2   | hcp  | NYAC Fall Games     | Mott Haven      | 9 octobre 1885    |
| 1 min 57 s 3/5           | 1   | hcp  | Widnes AC Games     | Farnsworth      | 13 juin 1885      |
| 1 min 57 s 4/5           | 2   | hcp  | North End FC Sports | Preston         | 15 août 1885      |
| Carrière professionnelle |     |      |                     |                 |                   |
| 1 min 57 s 1/5           |     | s    | Schuylkill Navy AC  | Philadelphie    | 7 juin 1886       |

### Statistiques
Tout au long de sa carrière qui s'étale de 1878 à 1888, Lon Myers a participé, selon l'auteur Don Potts, à 188 meetings, 377 concours et a remporté 240 victoires incluant les séries qualificatives.

## Distinctions
- Admis au Temple de la renommée de l'athlétisme américain en 1974